# Vùng tiểu đô thị Hoa Kỳ
Vùng thống kê tiểu đô thị Hoa Kỳ (tiếng Anh:United States Micropolitan Statistical Area hay viết tắt là μSA), được định nghĩa bởi Cục điều tra dân số Hoa Kỳ và Cục Quản lý và Ngân sách Hoa Kỳ, là khu đô thị tại Hoa Kỳ lấy điểm tựa vào một thành phố hay thị trấn cốt lõi có dân số khoảng từ 10.000 đến 49.999 người. Ấn định về vùng tiểu đô thị đã được lập ra vào năm 2003. Cũng giống như vùng đô thị biết tiếng hơn, một vùng tiểu đô thị là thực thể địa lý được dùng cho các mục đích thống kê dựa theo quận hoặc tương đương quận . Cục điều tra dân số Hoa Kỳ đã nhận dạng 578 vùng như thế tại Hoa Kỳ.
Cụm từ United States micropolitan area hay Vùng tiểu đô thị Hoa Kỳ đã được tác giả G. Scott Thomas giới thiệu trong một bài viết năm 1989 được đăng trên tạp chí American Demographics và sau đó được mở rộng ra trong cuốn sách của ông xuất bản năm 1990 có tựa đề là The Rating Guide to Life in America's Small Cities. Nó trở nên thịnh hành trong thập niên 1990 để diễn tả các trung tâm dân số đang phát triển của Hoa Kỳ nằm cách xa các thành phố lớn hơn, trong một số trường hợp đến khoảng 100 dặm (160 km) hoặc hơn nữa. Đất và giá lao động thấp hơn đã đưa đến việc hình thành nhiều khu dân cư và các nền văn hóa ngoại ô tương tự như các vùng đô thị lớn hơn ở ngay bên trong và xung quanh các vùng tiểu đô thị.
Các thành phố thuộc vùng tiểu đô thị không có tầm quan trọng về chính trị và kinh tế nếu đem so sánh với các thành phố lớn hơn, nhưng dù sao chúng cũng là những trung tâm dân số và sản xuất nổi bật, thu hút lao động và mua sắm từ một vùng địa phương rộng lớn. Vì vùng tiểu đô thị được ấn định dựa vào dân số của thị trấn cốt lõi chớ không phải dựa vào dân số của toàn vùng cho nên một số vùng tiểu đô thị thật sự rộng lớn hơn một số vùng đô thị. Vùng lớn nhất trong số các vùng tiểu đô thị là vùng có thành phố cốt lõi Torrington, Connecticut. Dân số của vùng tiểu đô thị này được ước tính trên 180.000 người vào năm 2000. Dân số của thành phố cốt lõi Torrington được ước tính trong năm đó chỉ là 35.202 người.
Nhiều vùng như vậy có một tốc độ phát triển năng động; tuy nhiên cộng lại hết các vùng tiểu đô thị tại Hoa Kỳ thì tổng dân số chỉ chiếm khoảng 10% dân số Hoa Kỳ.